# Vesselina Kasarova
Vesselina Kasarova (búlgar: Веселина Кацарова Vesselina Katsarova, Stara Zagora, Bulgària, 18 de juliol de 1965) és una mezzosoprano d'origen búlgar. És ciutadana suïssa des de 1997 i viu a Zollikon, prop de Zúric.
El 1988, mentre encara era estudiant, lliurà un enregistrament de la seva actuació al director Herbert von Karajan, que, en sentir-lo, li va demanar de cantar amb ell a l'Òpera Estatal de Viena. Karajan morí una setmana més tard, però el seu successor li va oferir un contracte de dos anys a partir del 1991.
Kasarova es graduà al Conservatori de Sofia el 1989, i mentre no començà el contracte de Viena, actuà a l'Òpera de Zúric. Allà aviat es convertiria en una de les favorites del públic que apreciava la seva caracterització intensa de tots els papers que interpretava, la seva veu expressiva, i la seva agilitat vocal virtuosa.
El seu primer paper fou en un paper menor a Götterdämmerung de Wagner. El mateix any guanyava el concurs de cant internacional a Gütersloh, Alemanya, patrocinada per Bertelsmann, propietari de BMG Classics, el primer premi al Neue Stimmen (Noves Veus). El 1991, feia el seu debut al Festival de Salzburg amb dos concerts en commemoració del 200è aniversari de la mort de Mozart, com Annio de La clemenza di Tito de Mozart sota la batuta de Colin Davis. Es traslladava a Zúric per complir el seu contracte de dos anys a l'Òpera Estatal de Viena, debutant amb el paper de Rosina al Il barbiere di Siviglia de Rossini. En aquesta època es casava amb el seu marit suís.
La seva carrera internacional va agafar empenta a Salzburg el 1992 quan amb poc temps, substituïa en dues actuacions de concert i en el paper principal a Marilyn Horne com a Tancredi de l'òpera de Rossini. Des de llavors ha estat un artista convidada regularment al mateix festival. També ha actuat a altres festivals d'òpera notables com el de Bregenz, Saint Moritz, Glyndebourne, i Pesaro.
Kasarova, inicialment s'especialitzà en les òperes de Mozart i de compositors de bel canto com Rossini, Bellini, i Donizetti, però també ha afegit papers de les òperes del Barroc com Orphée de l'Orphée et Eurydice de Gluck, Ruggiero de l'Alcina de Händel, Penelope de Il ritorno d'Ullise in Patria de Monteverdi, Nirone i Poppea de L'incoronazione di Poppea de Monteverdi (que cantà al Liceu el 2009), i Ariodante de Ariodante de Händel.
Ha treballat amb personalitats de pes de l'òpera actual: Carlos Chausson, Manuel Lanza, Reinaldo Macías, Nicolai Ghiaurov, Elizabeth Rae Magnuson, etc.
El 2006 va interpretar La clemenza di Tito al Gran Teatre del Liceu.

## Premis i guardons
- Kasarova va guanyar la "Cantant de l'any" el 2003 Echo Klassik.[2] El 2005 va guanyar el premi Merkur i va ser nomenada Kammersängerin bavaresa. També va ser nomenada Österreichische Kammersängerin l'abril de 2010.[3]

## Últimes actuacions
- Carmen de Bizet rol de "Carmen"
- "Charlotte" a Werther de Massenet
- "Dalila" a Samson and Delilah de Saint-Saëns
- "Princesa d'Eboli" a Don Carlo de Verdi
- "Marina" a Boris Godunov de Mussorgsky
- "Ruggiero" a Alcina de Händel
- "Venus" a Tannhäuser de Wagner
- "Orlofsky" a Die Fledermaus de Strauss II
- "Helene" a La Belle Hélène de Jacques Offenbach
- "Judit" a A kékszakállú herceg vára Béla Bartók
- "Romeo" a I Capuleti e i Montecchi (jubilada a Múnic el 2012)

## Documental de televisió
- Vesselina Kasarova: Ein Portrait: Mozart ist ohne Ende (BMG Classic & Saarländischer Rundfunk) Entrevista de 1997 amb clips d'Idomeneo a Florència, I Capuleti e i Montecchi a París, sessió d'enregistrament del seu CD de Mozart Arias a Dresden.
- Tell Me, Little White Cloud (Arte-TV) Elaboració d'un CD d'ànima búlgara amb el cor femení Cosmic Voices de Bulgària
- Vesselina Kasarova: Die Kunst der Verwandlung (ORF) 2005 documental de la seva carrera.
- Bulgarian Encounters, sèrie de televisió Euromaxx de Deutsche Welle, on Kasarova fa d'amfitrió